# 法兰绒

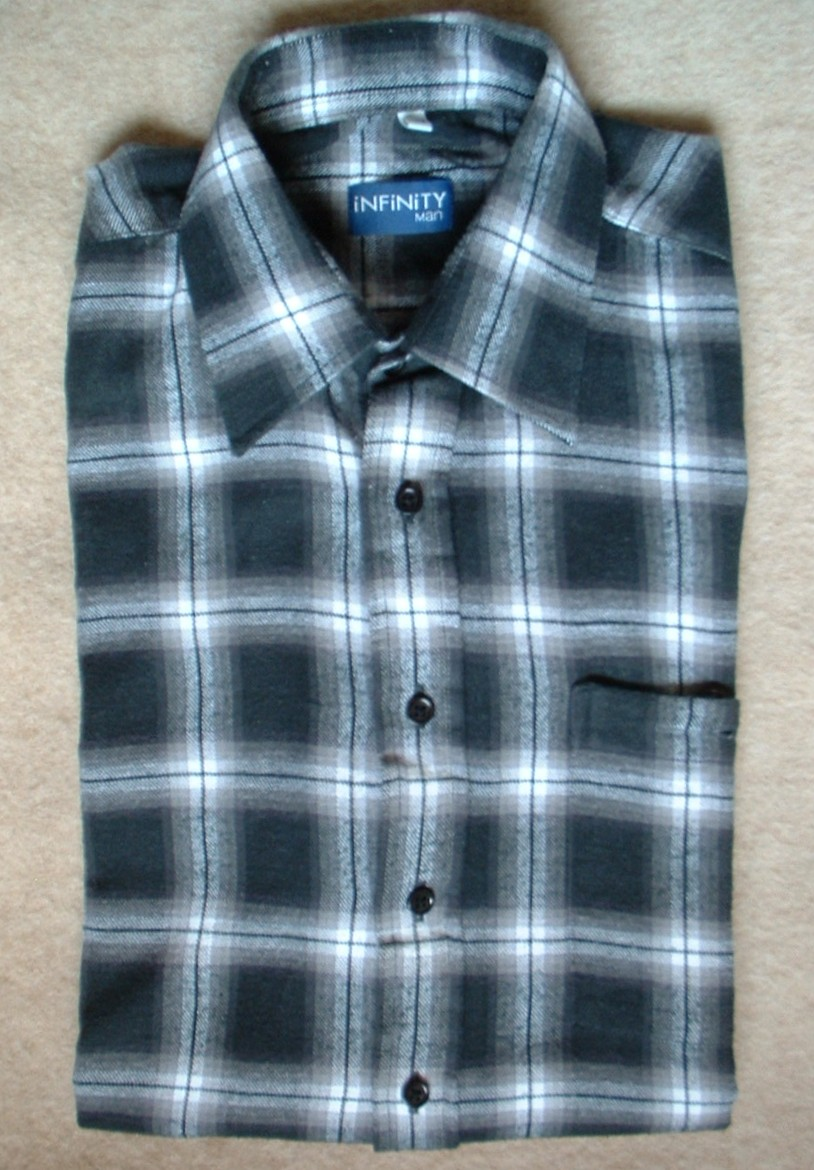
法兰绒衬衣

法兰绒（英語：Flannel）是一种用粗梳毛纱织成的柔软且有绒面的毛织品。起源尚有争议，可能源于16世纪的威尔士。早期一般使用羊毛制作，现在也使用化纤制作。此布料多數用來製做花呢格紋的服裝、床單、被子及睡衣。